# Шрайер, Мишель
Мишель Шрайер (нем. Michaele Schreyer; род. 9 августа, 1951, Кельн, ФРГ) — немецкий политик, европейский комиссар по вопросам планирования и бюджета с 16 сентября 1999 до 31 октября 2004 года.

## Биография
Мишель Шрайер родилась 9 августа 1951 года в городе Кельн (Северный Рейн — Вестфалия, ФРГ). Училась в Кельнском университете с 1970 до 1976 года, где изучала экономику и социологию. Позднее, в 1983 году в этом же университете получила степень доктора философии. В 1977 году Мишель Шрайер становится научным сотрудником в Свободном университете Берлина.
С 1983 по 1987 год работала советником по финансовой политике парламентской группы Партии зеленых в Бундестаге.
В 1989 году Шрайер была назначена государственным министром городского развития в правительстве берлинского мэра Вальтера Момпера. На государственных выборах 1990 года она была избрана в берлинский Абгеорднетенхаус. С 1995 по 1997 год занимала должность председателя Подкомитета по государственному жилищному строительству. В 1998 году она возглавила парламентскую группу Партии зеленых вместе с Ренате Кюнаст.
В 2000 году канцлер Германии Герхард Шредер назначил Шрайера, наряду с Гюнтером Верхойгеном, одним из двух немецких членов Европейской комиссии при президенте Романо Проди. В Комиссии Проди Шрайер взял на себя расширенный портфель для контроля над бюджетом Европейского Союза в размере 80 миллиардов евро (83,73 миллиарда долларов).
За время работы Шрайер в офисе, Европейская комиссия подала громкие гражданские иски в США против табачной компании и возмещении ущерба за то, что он назвал их причастности к организованной преступности по контрабанде сигарет в Европу.